# Toyoshima (Hiroshima)
Toyoshima (japanisch 豊島) ist eine Insel in der japanischen Seto-Inlandsee. Sie liegt im Verwaltungsgebiet der Stadt Kure in der Präfektur Hiroshima.

## Geographie
Die Insel ist Teil der Geiyo-Inseln. Sie hat eine Fläche von 5,83 km² bei einem Umfang von 9,8 km. Die höchste Erhebung der Insel bildet der Takao-yama (高雄山) mit einer Höhe von 317 m. Ein weiterer Berg ist der Jūmonji-yama (十文字山) mit einer Höhe von 309 m. Die Insel ist über Brücken mit den bewohnten Nachbarinseln Ōsakishimo-jima (大崎下島) im Osten und Kamikamagari-jima (上蒲刈島) im Westen verbunden. Weitere kleinere Nachbarinseln sind Mikado-jima (三角島) im Nordosten und die unbewohnte Insel Okubishima (尾久比島) im Südwesten.
Im Jahr 2020 zählte die Bevölkerung 921 Einwohner, was einer Bevölkerungsdichte von 158 Einw./km² entsprach. Die demographische Entwicklung war stark rückläufig gegenüber einer Einwohnerzahl von 2085 im Jahr 1995.
| Jahr          | 1995 | 2000 | 2005 | 2010 | 2015 | 2020 |
| ------------- | ---- | ---- | ---- | ---- | ---- | ---- |
| Einwohnerzahl | 2085 | 1787 | 1557 | 1373 | 1179 | 921  |

## Kultur und Sehenswürdigkeiten
Die Insel liegt innerhalb der Grenzen des Setonaikai-Nationalparks. Dieser wurde 1934 als einer der ersten Nationalparks Japans gegründet. Auf dem Takao-yama und Jūmonji-yama befindet sich jeweils ein Aussichtspunkt. Am Jūmonjiyama-Aussichtspunkt befindet sich ein rundes etwa 8 m Gebäude im römischen Stil. Am Kukai-Aussichtspunkt (空海展望台) auf dem Takao-yama befindet sich ein Glockenturm. Auf der „Friedensglocke“ steht in verschiedenen Sprachen der Welt das Wort „Frieden“. Der Aussichtspunkt bietet einen Blick auf die Toyoshima-Brücke. Der wichtigste Wirtschaftszweig der Insel ist die Fischerei.

## Verkehr

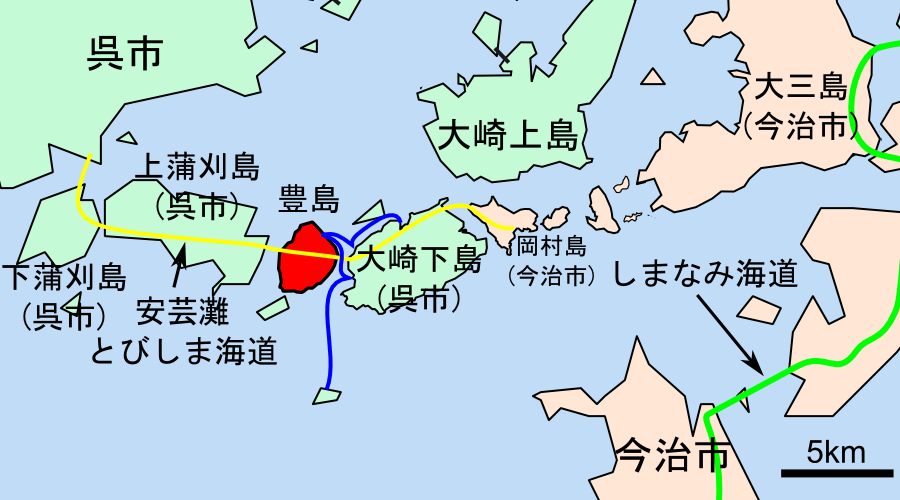
Verkehrsverbindungen mit Toyoshima

Rund um die Insel verläuft die Präfekturstraße 354.
Die Toyohama-Brücke (豊浜大橋) verbindet die Insel im Osten mit Ōsakishimo-jima. Die 1992 fertiggestellte Fachwerkbrücke hat eine Länge von 543 m. Im Westen führt die Toyoshima-Brücke (豊島大橋) nach Kamikamagari-jima. Die Toyoshima-Brücke ist eine Hängebrücke mit einer Länge von 903,2 m. Sie wurde 2008 fertiggestellt. Weitere Brücken der Akinada-Tobishima-Straße führen von dort weiter über die Inseln Kamikamagari-jima und Shimokamagari-jima nach Kure und Honshū. Die Autofahrt bis dort dauert etwa 40 Minuten. Im Osten von Toyoshima befindet sich zudem der Toyoshima-Hafen (豊島港), von dem aus Bootsverbindungen nach Kubi (久比), Tachibana (立花) und Ōhama (大浜) auf Ōsakishimo-jima bestehen, sowie nach Itsukishima (斎島) im Süden.